# Alex Kendrick
Pour les articles homonymes, voir Alex.
Alex Kendrick, né le 11 juin 1970 à Athens (Géorgie), est un pasteur chrétien baptiste, acteur, producteur, directeur et scénariste américain.

## Biographie
Kendrick est né à Athens (Géorgie). Il a étudié à la Kennesaw State University en communication et a obtenu un Bachelor of Arts . Il a travaillé comme DJ chrétien pour deux stations de radio, puis a étudié en théologie et obtenu un diplôme du Séminaire théologique baptiste de la Nouvelle-Orléans et a été ordonné pasteur .

### Ministère
En 1999, il devient pasteur associé à la Sherwood Baptist Church d'Albany (Géorgie). En 2003, il fonde la société de production Sherwood Pictures,. En 2013, il fonde avec ses deux frères la société de production Kendrick Brothers.

## Filmographie

### Cinéma
- 2003 : Flywheel, scénariste, acteur, réalisateur, producteur
- 2006 : Facing the Giants, scénariste, acteur, réalisateur, producteur
- 2008 : Fireproof, scénariste, acteur, réalisateur, producteur
- 2011 : Courageous, scénariste, acteur, réalisateur, producteur
- 2013 : The Lost Medallion: The Adventures of Billy Stone, acteur
- 2014 : Crise de mères, acteur
- 2015 : Les Pouvoirs de la prière, scénariste, acteur, réalisateur
- 2019 : Battante, scénariste, acteur, réalisateur
- 2022 : Adopté, scénariste et acteur
- 2024 : The Forge, scénariste, réalisateur